# Reiskäfer
Der Reiskäfer oder Reis-Kornkäfer (Sitophilus oryzae) ist ein Käfer aus der Unterfamilie der Dryophthorinae der Rüsselkäfer.
Die Art ist ein Vorratsschädling und kann erhebliche Schäden in Nahrungsmittellagern anrichten.

## Merkmale
Der Käfer ist langgestreckt zylindrisch, braunrot gefärbt mit je einem hellen rötlichen Fleck auf den Flügeldecken: hinter der Schulter und vor der Spitze. Sie sind etwa zwei bis drei Millimeter lang. Die Flügeldecken sind grobgestreift mit kräftigen, grob punktierten Streifen und schmalen Zwischenräumen, in denen eine Reihe kurzer, aufgerichteter Haarborsten sitzen. Sie lassen das letzte Hinterleibstergit als Pygidium unbedeckt, dieses ist aber bei Aufsicht nicht erkennbar (weil senkrecht abfallend). Der grob punktierte Halsschild ist länger als breit und von derselben Breite wie die Flügeldecken. Der Kopf trägt einen im Vorderteil runden, zylindrischen Rüssel, der nach vorn vorgestreckt wird. Die Fühler sind nahe der Rüsselbasis eingelenkt, der Rüssel an dieser Stelle etwas verdickt. Die Schienen aller Beinpaare tragen am Ende einen kräftigen, nach innen gebogenen Dorn.
Die Art ist nur schwer vom nahe verwandten Mais-Kornkäfer Sitophilus zeamais zu unterscheiden. Der Reis-Kornkäfer ist etwas kleiner, heller gefärbt, der Halsschild durch Chagrinierung (ein Oberflächenmuster aus feinen Längsrissen, die Zellen bilden) matter. Beim Männchen trägt der Aedeagus auf der Oberseite nicht wie bei zeamais eine feine Längsrinne. Einzelne Individuen sind morphologisch nicht immer sicher unterscheidbar, die Eigenständigkeit der Arten wurde aber mittels DNA-Analysen nachgewiesen.
Unbedingt zu beachten: Anhand der befallenen Körner ist eine sichere Bestimmung nicht möglich. Die einzelnen Sitophilus-Arten besitzen zwar Vorlieben für jeweils bestimmte Körner, kommen aber ggf. an einer Vielzahl von Getreidekörnern vor.

## Lebensweise
Reis-Kornkäfer leben in den Tropen im Freiland und befallen hier Getreidekörner auf den Äckern. In Mitteleuropa vermögen sie aber ausschließlich in beheizten Gebäuden zu überleben. Sie kommen in Lägern und Vorräten aller Art vor und können auch verschleppt im Haushalt auftreten.
Die Weibchen legen einzeln 100 bis 200 Eier an Getreidekörnern ab, wobei neben Reis z. B. auch Mais und Weizen befallen werden können. Die Tiere bevorzugen mäßige bis hohe Temperaturen zur Fortpflanzung. Ab ca. 15 °C ist eine Vermehrung möglich. Die Vorzugstemperatur liegt etwa bei 27 °C. Die Käfer sind recht trockenheitsresistent, bevorzugen aber feuchte Bedingungen und vermehren sich hier schneller. Unter 35 % relativer Feuchte ist keine Entwicklung mehr möglich.
Um ihre Eier abzulegen, bohren die Käfer mit ihren Mundwerkzeugen ein Loch in ein Getreidekorn und legen darin jeweils ein Ei ab. Danach wird das Loch mit einem Sekret wieder verschlossen. Nach der Ablage entwickelt sich das Ei im Korn zu einer Larve. Diese verpuppt sich, und nach insgesamt 20 bis 100 Tagen, je nach Umgebungstemperatur, befreit sich der fertige Käfer aus dem ausgehöhlten Korn. Ein ausgewachsener Käfer kann monatelang ohne Nahrungsaufnahme überleben.

## Endosymbiose
Die Entwicklung des Myzetoms, der Abbau während der Puppenruhe wie auch die Weitergabe der symbiontischen Mikroorganismen durch die Weibchen verlaufen wie beim Kornkäfer, Sitophilus granarius. Die Grenze der Thermosensibilität der Symbionten der Reiskäfer liegt bei 34 °C, 2 °C über der der Kornkäfer. Die Wärmebehandlung junger Reiskäfer bei 35 °C und mindestens 20 Tage lang führt zur vollständigen Degeneration der Symbionten.

## Bekämpfung
Während die Bekämpfung im Haushalt recht unproblematisch ist (befallene Vorräte entsorgen) stellt die Bekämpfung der Art in Lagern und Industriebetrieben ein schwerwiegendes Problem dar. Die gängige Bekämpfung mittels Insektiziden (vor allem Malathion) scheitert oft an Resistenzbildungen der Art. Alternativ werden mechanische und biologische Methoden getestet. Polierter Reis (mit abgeschältem Perikarp) wird weniger befallen als das Vollkorn. Gründe sind, neben dem unausgewogeneren Nährstoffprofil, dass die Verschlüsse der Larvenhöhlung oft zerstört werden, wodurch die Larve anfälliger gegenüber Feinden wird. Wesentliche biologische Antagonisten sind parasitoide Hautflügler, insbesondere die Arten Anisopteromalus calandrae (Howard), Lariophagus distinguendus (Forster), Pteromalus cerealellae (Ashmead) und Theocolax elegans (Westwood) (alle Familie Pteromalidae, Erzwespen). In Japan wird der Befall recht erfolgreich durch Lagerung bei Temperaturen unter 10 °C kurzgehalten. Bekämpfung durch Kohlendioxid-Begasung ist möglich, allerdings kommt es auch hier zu physiologischer Anpassung (Resistenz).